# Rysslands geografi

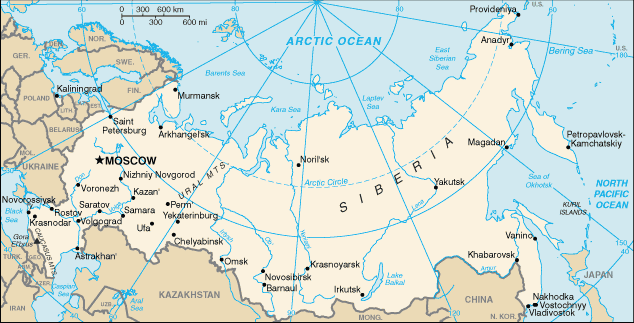
Karta över Ryssland.

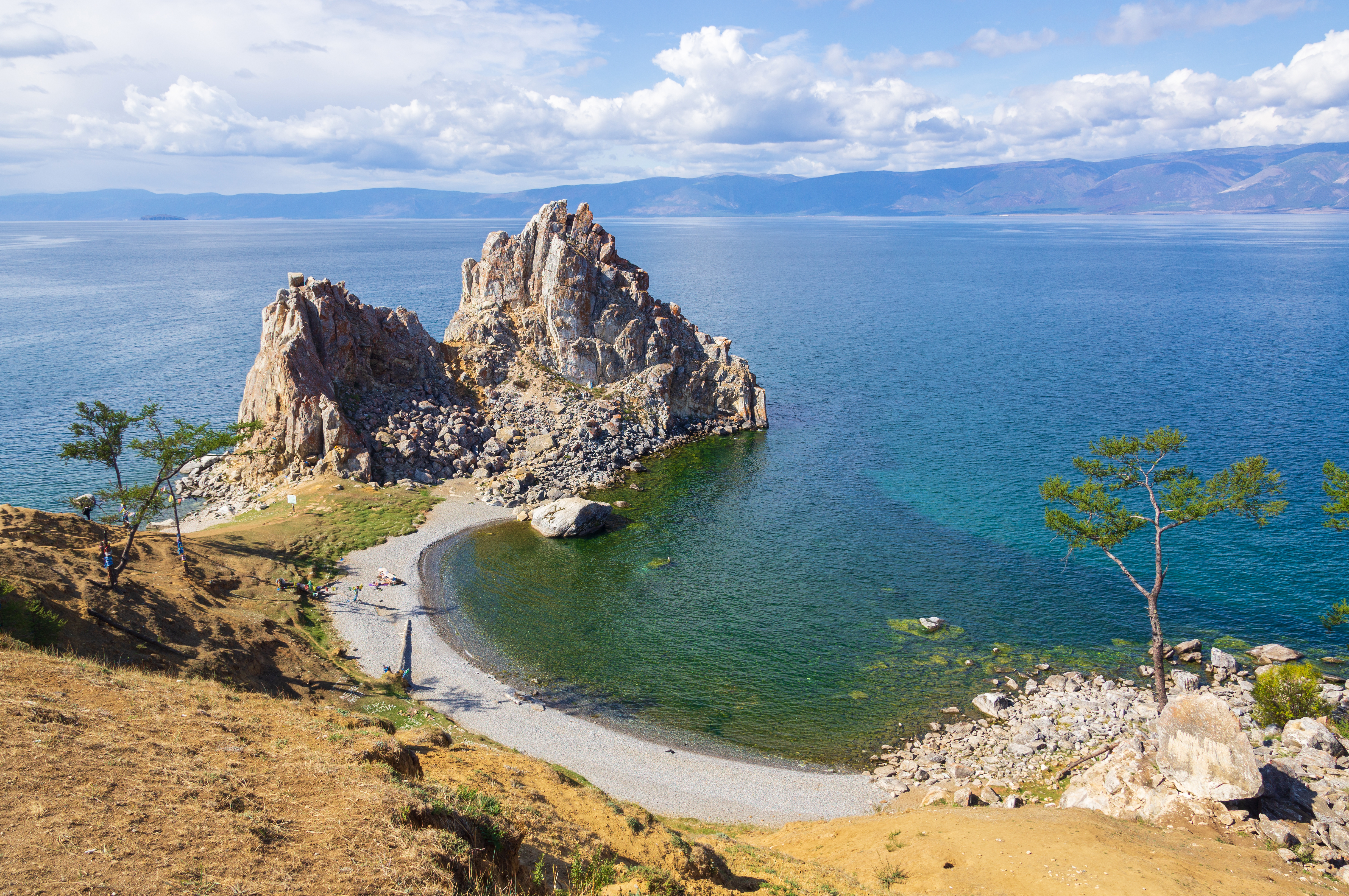
Bajkalsjön, världens djupaste sjö

Norra Ryssland.

Ryssland är 17 075 242 km² stort vilket gör landet till det största i världen, vad gäller ytan. Landet gränsar i väster till Norge, Finland, Estland, Lettland, Vitryssland, Ukraina och via exklaven Kaliningrad till Litauen och Polen. I sydväst till Svarta havet, Georgien och Azerbajdzjan. I söder gränsar Ryssland till Kazakstan, Mongoliet, Kina och Nordkorea. I öster gränsar landet till Stilla havet och i norr till Norra ishavet.

## Topografi
Det finns flera bergskedjor i landet, särskilt i dess södra gränsregioner. Exempel är Kaukasus (där berget Elbrus, Europas högsta topp, reser sig med sina 5 642 meter), Uralbergen och Altaj. Andra höga berg i Ryssland är Dych-Tau (5204 m), Kljutjevskaja Sopka (4750 m) och Belucha på 4 507 meter över havet.
Uralbergen, som löper i nord–sydlig riktning, utgör tillsammans med Kaukasus, som löper i väst–östlig riktning, gränsen mellan Europa och Asien. Uralbergen delar den Östeuropeiska slätten i Europeiska Ryssland från den Västsibiriska slätten som sträcker sig fram till floden Jenisej. Öster om den Västsibiriska slätten - mellan Jenisej och floden Lena - ligger den Centralsibiriska högplatån som avgränsas av det Östsibiriska höglandet till öster. Kamtjatkahalvön i östra Sibirien karaktäriseras bland annat av ett aktivt vulkanlandskap.
Kaukasusregionen i södra europeiska Ryssland är ett vidsträckt stäppområde som sträcker sig norr om bergskedjan Stora Kaukasus mellan Svarta havet och Kaspiska havet. Uralbergen sträcker sig från norr till söder och rymmer viktiga mineral- och oljetillgångar. Sibirien sträcker sig från Uralbergen till stillahavskusten. Detta enorma område är rikt på naturresurser, men är glest befolkat på grund av de stränga klimatförhållandena. Den del av Centralasien som ligger i Ryssland består av öken, stäpp och berg; delar av detta område ligger under havets nivå.

### Rysslands arktiska öar
Rysslands arktiska öar i Norra ishavet sträcker sig 24 140 km från Viktorijaön i distriktet Nordvästra distriktet genom Uraliska distriktet, Sibiriska distriktet till Stora Diomedeön i Fjärran Österns distriktet. Rysslands arktiska kust utgör drygt 50 % av Norra ishavets totala kustlinje.

## Hydrografi
I Ryssland återfinns flera av världens största floder, bland annat Europas längsta flod Volga. På grund av sin storlek avvattnas landets floder i många olika hav. I västra och södra Ryssland rinner Dnepr ut i Svarta havet och det gör även huvuddelen av Don (en mindre del mynnar ut i Östersjön).  Floden Neva som är Östersjöns största tillflöde börjar i Ladogasjön, rinner förbi Sankt Petersburg, och mynnar ut i Finska viken i Östersjön. Floden Volga har sin upprinning i Valdajhöjderna strax nordväst om Moskva och rinner 3 530 km innan den mynnar ut i Kaspiska havet.
Ett stort antal floder har sitt utlopp i Norra ishavet, däribland Onega och Petjora i den europeiska delen av Ryssland, samt Ob, Jenisej, Lena och Kolyma som ligger i asiatiska Ryssland. I Asien rinner även floden Amur som till stor del fungerar som gränsflod mellan Kina och Ryssland, innan den mynnar ut i Stilla havet.
I Sibirien i sydöstra delen av landet ligger Bajkalsjön. Den utgör både Europas och Asiens största sötvattenssjö och är världens djupaste insjö.

## Klimat
Större delen av Ryssland har kalltempererat kontinentalt klimat, med mycket stora temperaturskillnader mellan sommar och vinter. I sydvästra Ryssland är det varmtempererat eller subtropiskt, medan ishavskusten i norr har polarklimat. I östra Sibirien är vintrarna kalla och torra med normaltemperaturer mellan 20 och 50 minusgrader. Vintrarna kännetecknas tidvis av en kraftig östlig vind kallad buran. De mildaste delarna av Ryssland ligger vid Östersjön.
Nederbörden varierar kraftigt från område till område. De västra delarna av Ryssland har störst nederbörd med upp till 750 mm per år, medan de sydliga och sydöstra regionerna är torrast med en medelårsnederbörd som ligger under 200 mm.
Stora delar av världens områden med arktiskt och subarktiskt klimat (framför allt Sibirien och Rysslands arktiska öar) återfinns i Ryssland.

## Flora och fauna
I Ryssland förekommer ungefär 11 000 olika växtarter. Av dessa listas 533 växter i landets röda lista (1995). Bara 276 av de rödlistade växterna påträffas i något slags naturskyddsområde. De flesta djur som lever i Ryssland hittas även i andra delar av den tempererade och den arktiska regionen. Landet har 57 endemiska fiskarter, 22 däggdjur som bara hittas här och en fågelart som inte häckar utanför landet (snötrana). I Rysslands röda lista från 1995 förtecknades 64 däggdjur, 109 fåglar, 11 kräldjur, 4 groddjur och 9 fiskar.

## Naturskydd
Jakt på däggdjur och fåglar är vanligt förekommande. Ryssland har en statlig myndighet som bestämmer vilka och hur många djur som får jagas. I början av 2000-talet fanns cirka 60 däggdjur och 70 fåglar i myndighetens lista. För att kompensera sin låga livsnivå jagar flera av landets invånare illegalt. Till exempel dokumenterades cirka 50 000 fall av tjuvjakt under året 1997.